# REWILD NINJA SNOW HIGHLAND
REWILD NINJA SNOW HIGHLAND（リワイルド・ニンジャ・スノーハイランド）は長野県須坂市の峰の原高原にあるスキー場である。旧名称は峰の原高原スキー場。

## 概要
須坂市の南側にある高原に位置し、上田市及び菅平高原スキー場の奥ダボススノーパークに隣接するスキー場である（相互に行き来はできない）。根子岳の西側の斜面で、形状はボトムからすり鉢状の形状となっており、どのコースを滑ってもボトムに戻るようになっている。
ホテルやペンションといった宿泊施設はゲレンデの麓ではなく、山頂部にある。

## 歴史
- 1973年 - 地元の財団法人である仁礼会の直営として創立[1]。
- 1985年 - 株式会社峰の原スキー場の運営となる[1]。
- 2001年 - 菅平峰の原グリーン開発に賃貸を行う[1]。
- 2018年
  - 2017-2018シーズン終了時 - 利用者の低迷により、菅平峰の原グリーン開発が運営から撤退した[1]。
  - 8月8日 - アクアプラネットグループ（本社・東京）がスキー場の一部を世界基準としたスノーボード施設を整備し、運営する方針を発表した[2][1][注釈 1]。
- 2019年 - 峰の原高原スキー場から峰の原高原スキーリゾートに変更[3]。
- 2020年 - 株式会社信光オールウェイズ（本社・東京）が運営を受託し、REWILD NINJA SNOW HIGHLANDに名称変更。スキー場としての機能の他、オーロラ・イルミネーションの投影や、バギーバンジーやアイスクライミング等のアクティビティを設置したスノーパークとして再整備された[4]。

## コース
全8コースで、リワイルドコース（パウダー）とアレココースが上級コースとなる。

## 交通
- 北陸新幹線上田駅より直通バス35分。
- 上田菅平ICか国道144号から、または須坂長野東ICから国道406号を経由することでアクセスできる。

## 施設
- 峰の原高原スキー学校
- レストラン（レストラン峰、NINJAレストラン、ハチガネNINJAカフェ）
- 駐車場：1,000台